# 슈아절섬

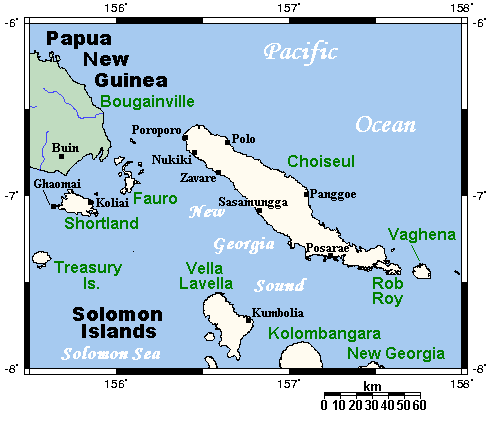
슈아절섬

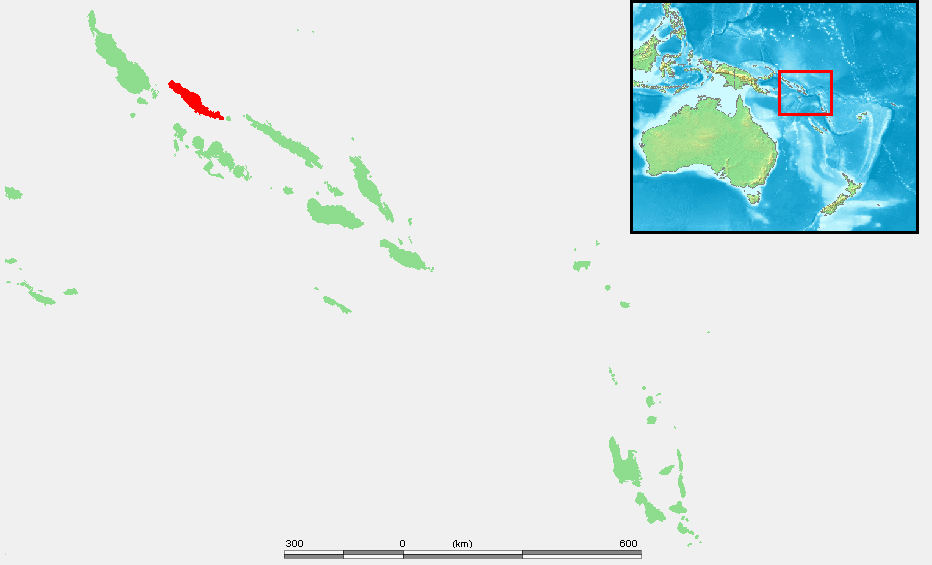
슈아절섬

슈아절섬(Choiseul Island)은 솔로몬 제도 북부에 위치한 섬으로, 면적은 2,971km2이며 행정 구역상으로는 슈아절주에 속한다. 섬 이름은 프랑스의 외무대신을 지낸 에티앙프랑수아 드 슈아죌에서 유래된 이름이다.
이 섬에서 서식했던 고유종으로 슈아죌비둘기가 있다.

## 같이 보기
- 뉴조지아 해협
- 슈아죌비둘기